# Oerlenbach
Oerlenbach település Németországban, azon belül Bajorországban. Lakosainak száma 5064 fő (2023. december 31.). Oerlenbach Poppenhausen és Rannungen községekkel határos.

## Népesség
A település népessége az elmúlt években az alábbi módon változott:
| Lakosok száma | 4842 | 4660 | 4958 | 4973 | 5017 | 5065 | 5033 | 5004 | 5034 | 5064 |
|               | 1970 | 1987 | 2012 | 2013 | 2014 | 2016 | 2017 | 2019 | 2022 | 2023 |